# 桃園市立圖書館龍潭分館

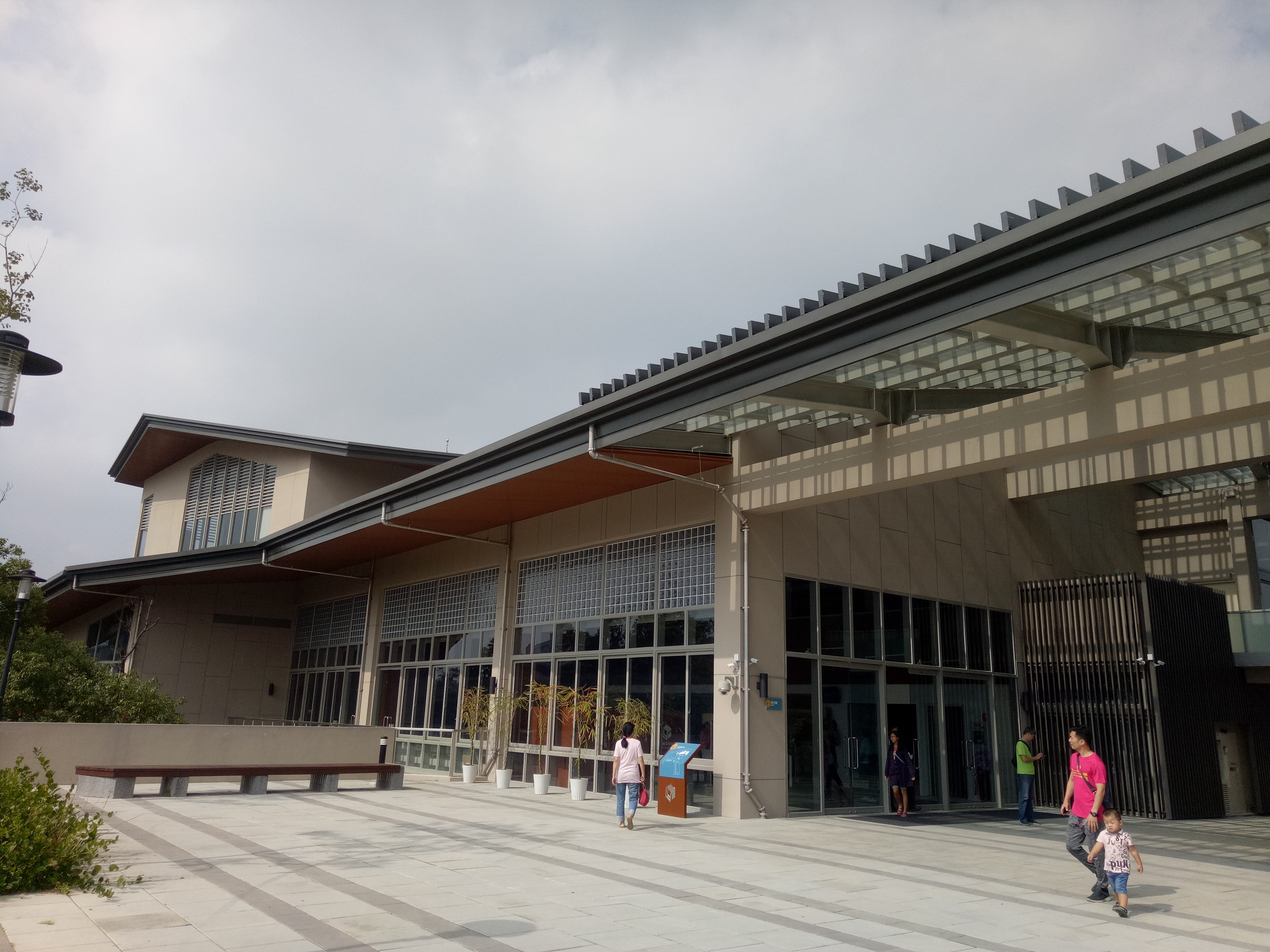
龍潭分館入口處

桃園市立圖書館龍潭分館位於臺灣桃園市龍潭區，是隸屬於桃園市立圖書館的一座分館。龍潭分館原為龍潭鄉圖書館，為龍潭鄉公所附屬機關，於民國68年（1979年）正式啟用；因桃園縣於2014年12月25日正式升格為直轄市，龍潭鄉圖書館自該日起更名為桃園市立圖書館龍潭分館。

## 館舍建築

### 舊館
龍潭分館的舊館位於龍潭區中正路210號，建築包括本館與青少年學習中心兩棟建築物；樓地板面積共430坪，毗鄰公有停車場、龍潭區公所，鄰近龍潭國小、龍星國小。新館啟用後舊館停止使用，後改設為龍潭閱覽室。

### 新館
位於龍潭行政園區的新館於2016年9月開工，2018年4月主體建築完工，並於同年11月6日啟用。新館總樓地板面積約2,540坪，為地上4層的建築物，分為A、B二棟建築。A棟1樓規劃為藝文展覽、親子閱覽空間；2樓規劃為鄧雨賢台灣音樂紀念館、辦公空間等；3、4樓規劃為閱覽空間。B棟則規劃為獨立展演空間；完工後成為桃園市最大的圖書館分館。

### 館舍配置
- A棟空間為「圖書館」及「音樂紀念館」

(一)    圖書館
1、   一樓為自習室、開架閱覽區、多元音樂區、挑空閱覽區
2、   二樓為流通櫃台、開架閱覽區、圖書館藝廊、兒童閱覽區、樂齡閱覽區、行政辦公室
3、   三樓為影音專區、上網區、開架閱覽區、研習室
4、   四樓為開架閱覽區、多功能教室A區、多功能教室B區
(二)    音樂紀念館
1、   多功能展演空間
2、   2至3樓為展覽區

## 開放時間
(一)流通櫃檯及音樂紀念館開館時間
```
   週二至週六 08：30-21：00
```

```
   週日及週一 08：30-17：00
```

(二)自習室開放時間
```
   週一至週六 08：30-21：00
```

```
   週日 08：30-17：00
```

### 閱覽室

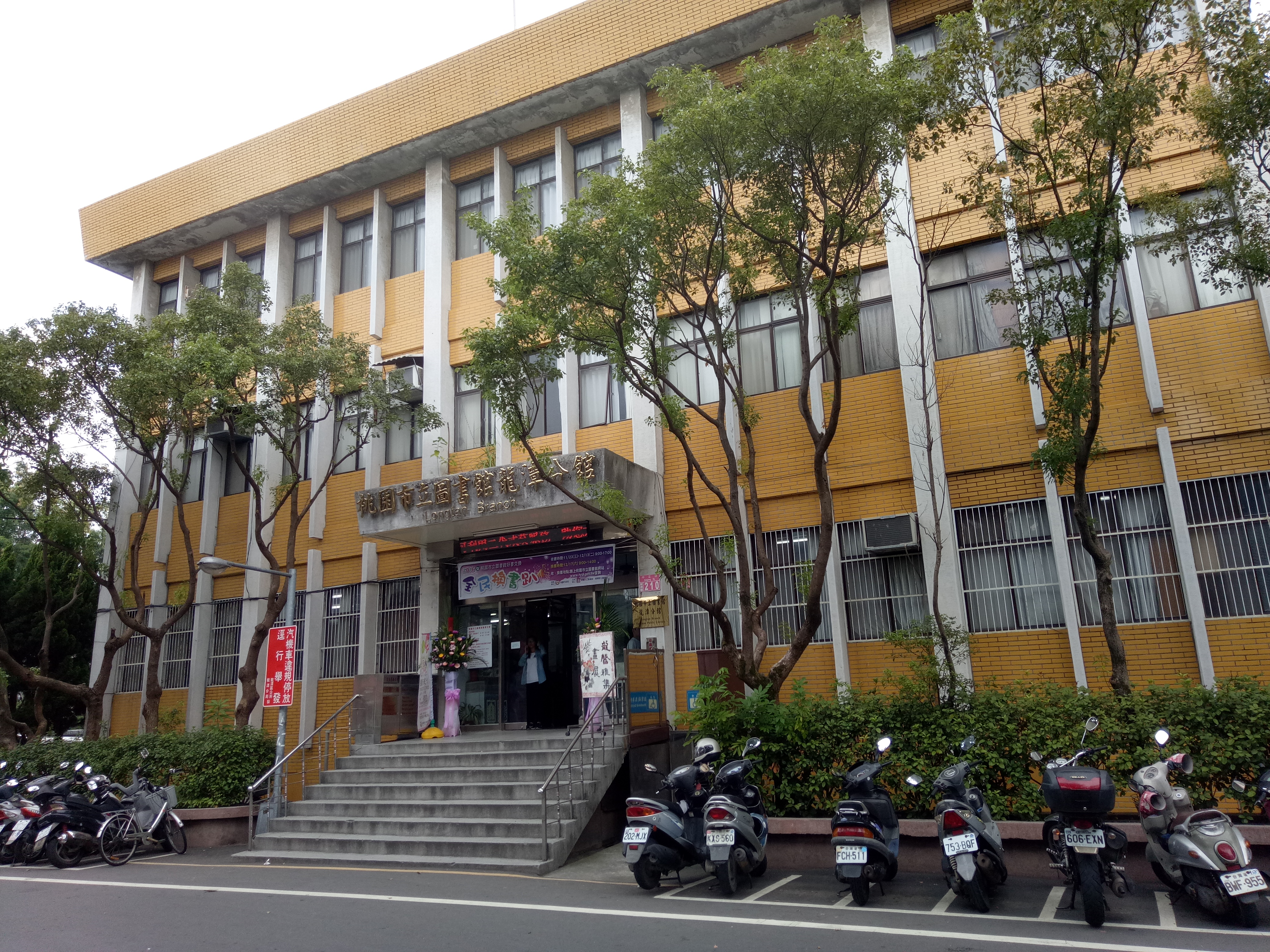
龍潭分館舊館，目前已改為桃園市立圖書館龍潭閱覽室

龍潭分館遷移後，原中正路舊館改為龍潭閱覽室，並提供期刊室、自修室及田園藝廊，無借閱服務，由桃園市立圖書館龍潭分館管理。 

## 外部連結
- 桃園市立圖書館龍潭分館 （页面存档备份，存于）
- 桃園市立圖書館龍潭閱覽室 （页面存档备份，存于）